# Федорівське титан-апатитове родовище
Федорівське титан-апатитове родовище — родовище апатит-ільменітових руд в Черняхівському районі Житомирської області.

## Характеристика
Займає площу близько 0,7 км². Потужність покривних порід — в середньому 7,9 м. Рудне тіло — чашковидне. Запаси промислових категорій В+С1+С2 локалізовані на території 0,4 км². По родовищу затверджені запаси тільки корінних руд, які становлять 171 млн т. Руди комплексні, містять рудні (24 %) і нерудні (76 %) мінерали. Руди Федорівського родовища — олівінового габро недонасиченого кремнеземом і лугами. Вміст корисних компонентів в геологічних запасах: ТіО2 — 6,5 %; P2О5 — 3,0 %; V2O5 — 0,085 %. Рудні мінерали представлені (в%):–апатитом (8), ільменітом (12,3), титаномагнетитом (3,4). У сумі рудні мінерали становлять–23,8 %. Нерудні мінерали представлені (в %): олівіном (19), піроксеном (29,4) і плагіоклазами (27,3). Розмір зерен: апатиту 0,05-0,4 мм (переважаючий–0,15 мм), ільменіту 0,05-1,0 мм (0,25 мм), титаномагнетиту 0,04-1,1 мм (0,25 мм). Основними носіями ТіО2 є ільменіт, з яким пов'язано 82,5 % ТіО2 від загального вмісту в руді і титаномагнетит (з ним пов'язано 8,4 %). Інший ТіО2 пов'язаний з ізоморфними домішками і тонкими включеннями ільменіту і титаномагнетиту в породотвірних, особливо темнокольорових мінералах. В апатиті сконцентровано 97,5 % п'ятиоксид фосфору і весь флуор. Випробовування показало можливість отримання з них апатитового, ільменітового і титано-магнетитового концентратів, які відповідають світовому рівню. Виходячи з речовинного складу руди, крупності вкраплення, фізико-механічних властивостей рудних мінералів, схема збагачення, що рекомендується, передбачає виділення апатиту по магніто-гравітаційно-флотаційній схемі, ільменіту — за гравітаційно-магніто-електричною, а титаномагнетитового концентрата — за магнітною схемою.

## Технологія розробки
Родовище розробляється відкритим способом. Граничний коефіцієнт розкриву — 5,79 т/т. Схема збагачення передбачає виділення апатитового концентрату за магніто-гравітаційно-флотаційною схемою, ільменіту — за гравітаційно-магніто-електричною схемою, а титано-магнетитового концентрата — за магнітною схемою. Вилучення корисного компонента при збагаченні: діоксиду титану в ільменітовий концентрат — 64,6 %; п'ятиоксиду фосфору у апатитовий концентрат — 80,0 %; п'ятиоксиду ванадію і титаномагнетитовий концентрат — 97,0 %. Вихід концентратів: ільменітового — 8,68 %; апатитового — 5,78 %; титаномагнетитового — 4,69 %. Ванадійвмісний концентрат є сировиною для одержання ванадіїстого чавуну та чистого ванадію. За розрахунками окупність розробки родовища — трикратна.